# Szvetiszláv Sasics
Dans le nom hongrois Sasics Szvetiszláv, le nom de famille précède le prénom, mais cet article utilise l’ordre habituel en français Szvetiszláv Sasics, où le prénom précède le nom.
Szvetiszláv Sasics (né le 19 janvier 1948 à Sátoraljaújhely (Hongrie) et mort le 13 mai 2025 à Budapest (Hongrie)) est un pentathlonien hongrois. Il participe aux Jeux olympiques d'été de 1976 où il remporte la médaille de bronze par équipe.

## Palmarès

### Jeux olympiques
- Jeux olympiques de 1976 à Montréal,  Canada
  -  Médaille de bronze dans l'épreuve par équipe[2].